# Roy Clark
Roy Linwood Clark (ur. 15 kwietnia 1933 w Meherrin, zm. 15 listopada 2018 w Tulsa) – amerykański piosenkarz country, aktor i gitarzysta.

## Filmografia
- 1968: Zabawna dziewczyna jako tancerz
- 1978: Matylda jako Will Bill Wildman
- 1995: Gordy jako członek zespołu na koncercie w Branson
- 2008: Palo Pinto Gold jako bajarz #1

## Wyróżnienia
Posiada swoją gwiazdę na Hollywoodzkiej Alei Gwiazd.